# Broadway to Hollywood
Broadway to Hollywood è un film del 1933 diretto da Willard Mack e, non accreditato, Jules White. Di genere musicale, segue le vicende di una famiglia di artisti del vaudeville i cui componenti furono interpretati da Alice Brady, Frank Morgan, Jackie Cooper, Russell Hardie, Mickey Rooney, Eddie Quillan.
Nel montaggio del film vennero utilizzati spezzoni di un'altra pellicola, il musical del 1930 The March of Time.

## Produzione
Il film fu prodotto dalla MGM con i titoli di lavorazione March of Time o Show World.

## Distribuzione
Distribuito dalla MGM, il film venne presentato in prima a New York il 1º settembre. Uscì nelle sale statunitensi il 15 settembre 1933. Nel Regno Unito, prese il titolo di Ring Up the Curtain. In Finlandia, venne distribuito l'11 marzo 1934